# Onychopterocheilus lutorius
Onychopterocheilus lutorius är en stekelart som först beskrevs av Giordani Soika 1942.  Onychopterocheilus lutorius ingår i släktet Onychopterocheilus och familjen Eumenidae. Inga underarter finns listade i Catalogue of Life.